# 嘉祥街道
嘉祥街道，是中华人民共和国山東省济宁市嘉祥县下辖的一个乡镇级行政单位。

## 行政区划
嘉祥镇街道下辖以下地区：
东关社区、南关社区、西关社区、北关社区、护山社区、柏山社区、孔庄社区、孙山头村、黄山口村、毛李庄村、邱庄村、李楼村、王楼村、洪山村、徐庄村、刘山村、菜园村、新梁庄村、唐庄村、郑庄村、凤凰山村、菜庄李村、上王庄村、北石庄村、刘庄村、朱庄村、楚庄村、大庙李村、大刘庙村、何庙村、庞庄村、高庄村、钱庙村、陈庄村、章山村、黄河沟村、李河沟村、南石庄村、竹园村、五老洼村、周庄村、满庄村、北杜村、嘉祥村和齐庄村。